# 各国初の軌道投入の年表
| 軌道投入が確認された国 軌道投入の計画がある国 軌道投入の未確認情報がある国 |

| 軌道投入が可能な国 軌道投入可能な国際機関に加入する国 軌道投入の計画が進められている国 軌道投入が非成功・計画が放棄された国 |

軌道投入を行った国

軌道投入能力を保有する国、また開発している国

この項目は各国初の軌道投入の年表（かっこくはつのきどうとうにゅうのねんぴょう）である。多くの国が衛星の製造を行っているが、2022年時点では11カ国が独自のローンチ・ヴィークルを使って地球周回軌道以上の軌道へ物体を送り込む能力を開発した。
加えて、ソビエト連邦の崩壊後、ロシアとウクライナの2国は衛星製造と打ち上げ能力を継承している。ロシアは国内とカザフスタンの宇宙基地からロケットを打ち上げており、ウクライナはロシアかカザフスタンの施設からロケットを打ち上げている。欧州統合開発のアリアン計画の前にフランスとイギリスは独自に衛星の打ち上げ能力を得ておりそれぞれ、アルジェリアとオーストラリアから衛星を打ち上げている。
2022年、10カ国と1国際機関 (ESA) が実績のある独自の衛星打ち上げ能力を保有しており、イギリスはかつて独自に衛星打ち上げ能力を保有していた。
独立した有人宇宙飛行を行ったのはソ連（ロシア）、アメリカ、中国の3カ国であり、有人飛行に先立って無人の打ち上げ能力を得ている。
最初の衛星を打ち上げるための競争はソ連とアメリカ合衆国の間で行われ、これは宇宙開発競争の発端となった。衛星の打ち上げは国家の威信に貢献し、コストと信頼性を訴求点とした官民のロケットシステム開発競争を含め重要な経済活動でとなっている。

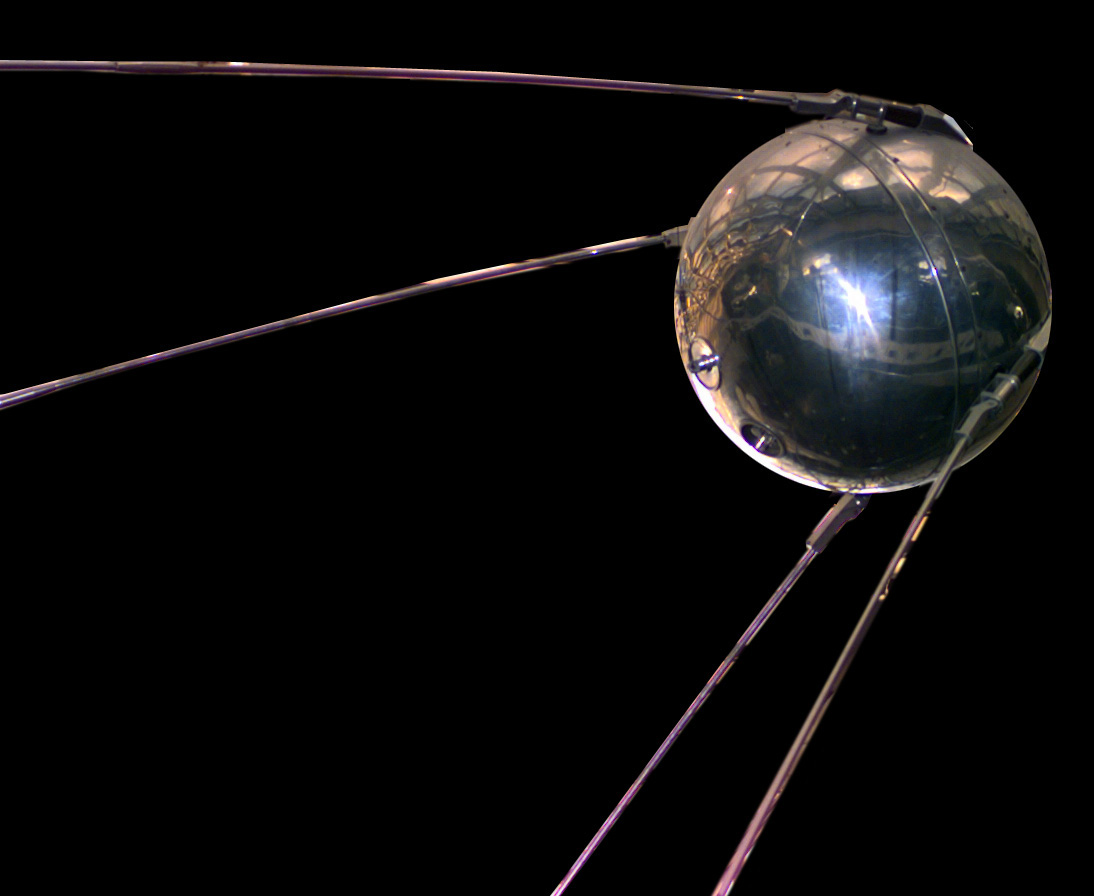
スプートニク1号の模型、1957年にソビエト連邦が軌道投入した史上初の人工衛星

## 各国・各組織の独自ロケットによる初の軌道投入
| 順位 | 国                     | 衛星                                             | ロケット         | 発射場                                      | 日時 (UTC)     |
| ---- | ---------------------- | ------------------------------------------------ | ---------------- | ------------------------------------------- | -------------- |
| 1    | ソビエト連邦           | スプートニク1号                                  | スプートニク-PS  | ソビエト連邦、バイコヌール (現カザフスタン) | 1957年10月4日  |
| 2    | アメリカ               | エクスプローラー1号                              | ジュノーI        | アメリカ合衆国、ケープカナベラル            | 1958年2月1日   |
| 3    | フランス               | アステリックス                                   | ディアマンA      | アルジェリア、アマギール                    | 1965年11月26日 |
| 4    | 日本                   | おおすみ                                         | L-4Sロケット     | 日本、内之浦                                | 1970年2月11日  |
| 5    | 中国                   | 東方紅1号                                        | 長征1号          | 中華人民共和国、酒泉                        | 1970年4月24日  |
| 6    | イギリス               | プロスペロ                                       | ブラック・アロー | オーストラリア、ウーメラ                    | 1971年10月28日 |
| —    | 欧州宇宙機関           | CAT-1                                            | アリアン1        | フランス領ギアナ、クールー                  | 1979年12月24日 |
| 7    | インド                 | ロヒニD1                                         | SLV              | インド、シュリーハリコータ                  | 1980年7月18日  |
| 8    | イスラエル             | オフェク1                                        | シャヴィト       | イスラエル、パルマヒム                      | 1988年9月19日  |
| —    | ウクライナ             | ストレラ-3 (x6, Russian)                         | ツィクロン-3     | ロシア、プレセツク                          | 1991年9月28日  |
| —    | ロシア                 | コスモス2175号                                   | ソユーズ-U       | ロシア、プレセツク                          | 1992年1月21日  |
| 9    | イラン                 | オミード                                         | サフィール-1A    | イラン、セムナーン                          | 2009年2月2日   |
| 10   | 朝鮮民主主義人民共和国 | 光明星3号2号機                                   | 銀河3号          | 北朝鮮、東倉里                              | 2012年12月12日 |
| 11   | 韓国                   | ダミー衛星、性能検証衛星 (キューブサット4機含む) | ヌリ号           | 韓国、高興                                  | 2022年6月21日  |

### 詳説
1. ↑  現在も打ち上げ能力を保有する国家・組織は太字で示している
2. 1 2 3  ソ連の継承国のロシアは1991年のソビエト連邦の崩壊後ソビエト連邦の宇宙開発を継承しており、またウクライナもソ連の宇宙開発能力の一部を引き継いでいる。ソ連の打ち上げ機設計の遺産は共同事業のシーローンチシステムにも利用された。[注釈 1]
3. ↑  衛星打ち上げ能力を持つ民間企業も保有する
4. ↑  フランスは初の衛星をアルジェリアから打ち上げている。アルジェリアはロケット開発当時フランス領であり、宇宙基地が建設されたものの衛星打ち上げ前に独立を達成し、1967年に返還している。後にフランスはフランス領ギアナにギアナ宇宙センターを開設し、ESAの設立メンバーとしてESAに発射基地として提供している[注釈 2]。
5. ↑  イギリスは単一の衛星をコモンウェルズ参加国のオーストラリアから独自で打ち上げた。
後にESAに参加したが、アリアンスペースの共同事業体には参加しておらず、このため、打ち上げ能力を開発したがそれを正式に失った唯一の国となっている。
6. ↑  欧州宇宙機関はアリアン系列のロケットを開発し[注釈 3]ギアナ宇宙センターで運用している。初打ち上げ時のESAへの署名国はスウェーデン、スイス、ドイツ、デンマーク、イタリア、イギリス、ベルギー、オランダ、スペイン、フランス、アイルランドであった。アイルランドとイギリスを除くこれらの国の官民の企業と政府がロケットの生産、運用、展開を行うアリアンスペース社の持分保有者となった。後にノルウェーもESAの参加国となり、アリアンスペース社の持分保有者となっている。加えて、その後のESA加盟国にはオーストリア、フィンランド、ポルトガル、ギリシャ、ルクセンブルク、チェコ、ルーマニア、ポーランドが存在する。
7. ↑  この時点でウクライナはロケットをロシアに提供しており、衛星投入のために独自のロケットを利用したわけではない[注釈 4]
8. ↑  イランは宇宙条約署名国であるが、条約を批准していない中、打ち上げ能力を持つ唯一の国である。
9. ↑  北朝鮮政府は1998年8月31日に舞水端里からの光明星1号の打ち上げ成功を主張しているが、国際的には失敗と認識されている。2009年4月5日には光明星2号の打ち上げが行われ、北朝鮮は軌道に到達したと主張した[4]が、米韓は打ち上げの軌道投入に失敗したと発表している[5]。光明星3号1号機も同様である

## 他の軌道投入
上記リストは各国・各組織の独自開発の打上げ機による軌道投入である。以下のような異なる基準も存在する。

### 打ち上げ失敗
- ブラジル :ブラジルは独自での衛星の軌道投入に成功しておらず、進められている宇宙開発では3回の打ち上げ失敗に苦しんでいる。最後の打ち上げ試験は2003年8月22日のアルカンタラ射場での試験で、VLS-1の爆発事故に繋がり、21名が死亡している。

### 独自開発ではないロケットによる軌道投入
いくつかの国では独自開発ではない打上げ機によって、自国の宇宙基地から軌道投入した例がある。
| 国             | 日時           | 解説 |
| -------------- | -------------- | --- |
| アルジェリア   | 1965年11月26日 | 初の軌道投入はアマギールからのフランスのディアマンAによるアステリックスの打ち上げ成功である。最後の軌道投入は1967年2月15日、アマギールからのフランスのディアマンAによる打ち上げであり、以降国内からの軌道投入計画は存在しない。 |
| イタリア       | 1967年4月26日  | 初の軌道投入はケニア沖にうかべたイタリア所有のサン・マルコ・プラットフォームからのアメリカのスカウトBによるサン・マルコ2号の打ち上げ成功である。サン・マルコ・プラットフォームからの最後の打ち上げは1988年3月25日のスカウトG-1の打ち上げであり、以降の打ち上げの計画は存在しない。 |
| オーストラリア | 1967年11月29日 | 初の軌道投入は、ウーメラ試験場からのアメリカのスパルタによるオーストラリア初の衛星WRESATの打ち上げである。2度目の打ち上げは1971年10月28日、イギリスのブラック・アローによるプロスペロの打ち上げ成功であり、これは英国初の独自ロケットによる衛星打ち上げでもあった。以降オーストラリアからの打ち上げは存在していない。                                                                           |
| カザフスタン   | 1992年1月21日  | 独立後初の軌道投入は、バイコヌール宇宙基地からのロシアのソユーズ-U2によるプログレスM-11の打ち上げ成功であった。バイコヌールは現在でも利用されており、さまざまなロシアやウクライナのロケットが打ち上げられている。 |
| スペイン       | 1997年4月      | グラン・カナリア空港から離陸した米企業オービタル・サイエンシズ社のスターゲイザーからペガサスロケットで小型衛星が打ち上げられている。 |
| マーシャル諸島 | 2000年10月     | クェゼリン環礁から離陸した米企業オービタル・サイエンシズ社のスターゲイザーからペガサス-HロケットでHETE-2が打ち上げ成功している。その後、米企業スペースX社が2006年から2009年にかけてファルコン1ロケットの打ち上げを行い2008年9月28日の成功を皮切りに5回地上からの打ち上げに成功している。2008年から2012年には更にペガサス-XL型ロケットの打ち上げが行われている。現在は打ち上げ予定は存在しない。 |
| 韓国           | 2013年1月30日  | 羅老宇宙センターからKSLV-I 3号機でSTSAT-2Cを打ち上げ、軌道投入に成功している。羅老1号はロシアが製造開発した改良型のロケットを初段に、韓国開発の第2段とフェアリングを利用している。打ち上げは韓国とロシア技術者によって行われ、組み立ては韓国で行われた。 |

### 計画中
- ルーマニア :民間企業ARCA Spaceがハース、スタビオ、オリゾントなど多くの打ち上げ機を開発しており、現在ルーマニア政府や欧州宇宙機関との契約下で開発を進めており、黒海軍事基地からの打ち上げを予定している[11]。2015年7月13日以降はアメリカ合衆国ニューメキシコ州ラスクルーセスを拠点に活動する[12]。
- ブラジル :2018年にアルカンタラ射場から独自のVLS-1を打ち上げることを公表している[13][14]。また、VLMの開発も推進しており、実際の衛星軌道投入は2023年を目標としている。また、ウクライナとアルカンタラ射場からのツィクロン4の打ち上げに合意している[注釈 9]。
- ウクライナ :ソビエト設計のツィクロン、ゼニート、ドニプロー、Mayakを製造し[15]、ロシア政府やその他の組織に打ち上げ機材を提供している[注釈 10]。ウクライナ国内からの軌道投入の試みは存在しないが、ウクライナ国内からでなければ潜在的に軌道投入能力を持った国となっている。ウクライナは国内の発射施設を保有していないが、自国での発射能力の獲得を計画している[注釈 12]
- アルゼンチン :現在トロナドールIIを開発している[17]。
- 台湾 :2000年代後半から独自の打ち上げ機を開発し[18]、2018年までには初飛行を実現させる計画を持っていたが[19]、2022年現在も実現には至っていない。
- トルコ :国産打ち上げ機の開発計画を公表している[20]。
- オーストラリア :オーストラリア宇宙研究所（英語版）のAUSROC計画に基づいた打ち上げ機の開発を計画している。
- カザフスタン :ソビエトのMiG-31を基礎にした空中発射ロケット計画"Ishim"のロシアと共同での開発計画がある[注釈 11]。
- パキスタン :近年ガウリ（英語版）やシャーヒーン-II（英語版）の2種の軍事弾道ロケットを開発しており、これは独自の打上げ機の基礎となりうる[22][注釈 13]。
- 南アフリカ :営利企業のマルコム・エアロノーティクス&スペース[24]が打ち上げ機分野で事業を行っており、政府が資金を提供する5年間のうちに設計が完成することを目標としている[25][26]。
- メキシコ 民間共同事業体のMXSPACE[27]がメキシコに独自の打ち上げシステムの構築を狙う"垂直統合型宇宙イニシアチブ"を開発している。MXSPACEはメキシコ宇宙機関と緊密に協力して活動している[28]

### 民間開発
- アメリカ合衆国 オービタル・サイエンシズ社は1990年4月5日のペガサスの打ち上げで独自開発したロケットで軌道投入に成功した最初の会社となった[29]。
- アメリカ合衆国 スペースX社は2020年5月30日のファルコン9とドラゴン宇宙船の打ち上げで、民間資本[注釈 14]で開発されたロケットと宇宙船の利用で有人宇宙飛行に成功した最初の会社となった。
- アメリカ合衆国/ ニュージーランド ロケット・ラボ社は2018年1月21日のエレクトロンロケットのマヒア半島（英語版）ロケット・ラボ第1発射施設（英語版）からの打ち上げで、民間の射場より打ち上げられたロケットが衛星軌道へ到達した最初の事例となった。
- 中国 i-Space（英語版）社は2019年7月25日のHyperbola 1ロケットの打ち上げで、中国の民間企業として初めて軌道投入に成功した会社となった。

### 放棄されたプロジェクト
- カナダ :1960年代、米加共同のHARP計画（英語版）で大砲ベースの宇宙発射装置MartletとGLOを開発していた。これらのロケットは試験されなかった。
- ドイツ :第2次世界大戦後、ゼンガーIIなどさまざまな打上げロケットや再利用型打上げシステムの予備的開発を行っていた。これらは国や欧州の計画として実現しなかった。また1970年代の終わりから1980年代早期にかけて、ドイツの民間企業OTRAGは低価格の商業用打上げ機の開発を試みた。これは最初の試験機の弾道試験だけが行われた。
- 南アフリカ共和国 :1980年代にイスラエルのシャヴィトを原型にしたRSA-3を輸入していた。1989年から1990年にかけて搭載衛星なしに3度試験された。この計画は延期となり1994年に中断された。
- イラク :1989年12月5日に、3段式ロケットの上段、あるいはペイロードを載せていない打上げ機、アル・アビドを開発し、試験したと主張している。ロケット設計は5機の近代化型スカッドを束ねたクラスター形を第1段に、単発のスカッドを2段、液体燃料ロケットのS-75を3段に利用する。後に、UNSCOMが押収した打上げ試験の部分的なビデオテープによって、ロケットは打上げ45秒後に爆発していることが露見している[30][31][32]。
- アルゼンチン :コンドル（英語版）を基礎にした打上げ機の開発を試みていたが1993年に廃棄された[33][34]。
- エジプト :20世紀後半、さまざまな弾道ミサイル計画の一部として打上げ機の開発が試みられた。独自の開発に加え、それぞれ異なる時期にアルゼンチン、イラク、北朝鮮などと協力も試みられていた[35]。
- スペイン :1990年代にカプリコルニオ（英語版）が開発されていた。ロケットはアルゼンチンのコンドルミサイルと関連したものであり、1999年から2000年にかけて試験が予定されていたが、実行されなかった[36]。

### 衛星運用
その他多くの国が独自の衛星を他国のロケットで打ち上げている。
例として、1962年4月に米国のロケットで米国が製造した人工衛星アリエル1号を打ち上げ、これを英国が所有・運用している。1962年9月にはカナダの衛星としてアルエット1号が米国のロケットで打ち上げられている。しかしアリエル1号と異なりアルエット1号はカナダが設計、製造している。

## 註